# We Still in This Bitch
"We Still in This Bitch" é uma canção do rapper norte-americano B.o.B com participação de T.I. e Juicy J. Ela foi lançada como single de seu mixtape Fuck em We Ball para download digital em 3 de janeiro de 2013.A canção debutou na 65ª posição da Billboard Hot 100 por 3 semanas não consecutivas e na 15ª da Billboard Rap Songs, além de atingir a 19 da R&B/Hip-Hop Songs.

## Paradas Musicais
| Parada (2012)                              | Melhor posição |
| ------------------------------------------ | -------------- |
| Estados Unidos - (Billboard Hot 100)       | 65             |
| Estados Unidos - (Billboard Digital Songs) | 74             |
| Estados Unidos - (Billboard Radio Songs)   | 58             |
| Estados Unidos - (Billboard Rap Songs)     | 15             |
| Estados Unidos - (R&B/Hip-Hop Songs)       | 19             |

## Vendas e certificações
| País           | Associação | Certificação | Vendas   |
| -------------- | ---------- | ------------ | -------- |
| Estados Unidos | RIAA       | Ouro         | 500,000+ |